# Heckler & Koch Mark 23
A Heckler & Koch MK 23, MK 23 MOD 0, Mark 23, ou USSOCOM MARK 23, é uma pistola semiautomática de armação grande e com câmara para .45 ACP, projetada especificamente para ser uma pistola ofensiva. A versão do USSOCOM da MK 23 é equipada com um módulo de mira laser (LAM) e um silenciador. A USSOCOM MK 23 foi adotada pelo Comando de Operações Especiais dos Estados Unidos (USSOCOM) para unidades de operações especiais, superando a concorrente mais próxima, a Colt OHWS. O desenvolvimento da pistola começou em 1991, quando representantes de operações especiais identificaram a necessidade de um "Offensive Handgun Weapons System—Special Operations Peculiar" ("Sistema de Armas de Pistola Ofensiva—Próprio de Operações Especiais"), e a entrega das pistolas às unidades de operações especiais começou em 1996.
Embora a designação USSOCOM MK23 geralmente se aplique ao sistema completo, ela também é comumente usada apenas como referência aos componentes da pistola separadamente. O módulo de mira laser e o silenciador foram desenvolvidos pela Insight Technology e pela Knight's Armament Company (KAC), respectivamente. A versão civil da MK 23 vendida por si só é denominada Mark 23.

## Visão geral
A MK 23 é considerada uma pistola de classe match e é capaz de formar um agrupamento de 2 polegadas (51 mm) a 25 metros (27 jardas). A MK 23 foi projetada para durabilidade excepcional em ambientes adversos, sendo à prova d'água e resistente à corrosão. O cano da MK 23 apresenta um estriamento poligonal, que melhora sua precisão e durabilidade, mas que é muito mais caro de produzir. Ela também possui trava de segurança e retém do carregador ambidestros em ambos os lados da armação. O retém do carregador está na borda traseira do guarda-mato, que é largo o suficiente para permitir o uso de luvas. Uma alavanca de decocking está no lado esquerdo, que silenciosamente desarmará o cão se armado. A MK 23 faz parte de um sistema maior de arma, que inclui um módulo de mira laser (LAM) acoplável, um silenciador e alguns outros recursos, como um cartucho match de alta pressão (munição .45 +P).
A arma foi testada e considerada capaz de realizar dezenas de milhares de disparos sem uma troca de cano. Ela permanece confiável em condições adversas, tornando-a adequada para uso por forças especiais. O cartucho .45 ACP possui um poder de parada considerável e ainda é subsônico, tornando-o adequado para uso com um silenciador.

## Desenvolvimento
Em 1989, o USSOCOM começou a revisar seus equipamentos para ver quais deles atendiam às necessidades de seu papel especial de combate a curta distância. O estudo de armas curtas revelou que havia 120 tipos e configurações de armas de infantaria em diferentes unidades. A logística de obter peças de reposição para todas essas armas era esmagadora; em resposta, o SOCOM decidiu padronizar armas curtas entre todas as unidades. Uma área de melhoria foi a pistola, realizada pela competição Offensive Handgun Weapon System (OHWS). A pistola vencedora da competição substituiria pistolas como a M9 9mm, usada por tropas regulares como arma secundária. O uso do SOCOM de pequenas unidades que operam a curta distância significa que é mais provável que as pistolas sejam usadas como armas primárias.
Decidiu-se rapidamente que o cartucho da OHWS não seria o 9×19mm Parabellum, padrão da OTAN, devido à falta de poder de parada. O FBI, por exemplo, havia selecionado o 10mm Auto para substituir suas pistolas 9mm, mas, além de ser muito poderoso, poucas fabricantes o produziam e resultava numa vida útil curta às armas. O cartucho .45 ACP foi escolhido e aprimorado com uma carga de 185 gr (12 g), de alta pressão (+P) e velocidade.
A pistola OHWS tinha que disparar, além de cartuchos +P, vários tipos de cartucho e ter uma longa vida útil com a munição de alta pressão. A M1911 havia sido usada em serviço por mais de setenta anos, mas foi rejeitada: os cartuchos de alta pressão a destruiriam e ela não disparava de forma confiável com um silenciador. Atualizar a M1911 custaria mais do que ela valia a pena, por isso foi decidido que um design totalmente novo seria selecionado. Um pedido de cotação era para um sistema que incluía uma pistola, silenciador e módulo de mira laser. A pistola tinha que ser resistente à corrosão, ter uma alta média de disparos entre falhas (MRBF) e ser capaz de servir como uma arma primária.
Após vários testes, os projetos da Heckler & Koch e da Colt foram selecionados para passar para fase I do programa OHWS em agosto de 1991. Ambas as empresas receberam contratos de desenvolvimento para produzir trinta sistemas. Quando o programa estava começando, a HK estava estudando quais aspectos eram mais desejáveis em armas curtas para o mercado civil dos EUA. Foi criado um design que possuía esses recursos, incluindo confiabilidade, durabilidade, acessibilidade e outros em fevereiro de 1991. A Colt, no entanto, recorreu essencialmente às tecnologias existentes para seu projeto, chamado Colt OHWS. Foi usada uma armação M1911 que podia aceitar um carregador de 10 cartuchos, o mecanismo de decocking da Colt Double Eagle e o sistema de travamento de cano rotativo da All American 2000. Um silenciador não poderia ser diretamente anexado no cano da Colt OHWS, portanto, um suporte foi adicionado a um trilho debaixo do cano.
A Colt foi eliminada após a fase I, fazendo com que apenas a HK passasse para a fase II. Essa fase submeteu as pistolas aos testes de confiabilidade mais rigorosos que qualquer pistola já passou. O requisito era de não menos de 2.000 MRBF; a HK OHWS teve uma média de 6.027 MRBF e poderia atingir 15.122 MRBF. Três pistolas passaram por um teste de resistência de 30.000 disparos e mantiveram uma precisão de 2,5 pol. (64 mm) a 25 metros; apenas o O-ring precisou ser substituído após 20.000 disparos. As armas funcionaram em temperaturas de -31,6 °C a 60 °C quando expostas a gelo, lama e areia. A fase III foi a concessão de um contrato de produção à HK em junho de 1995. A pistola foi classificada como a Mark 23 Mod 0, e 1.950 sistemas foram encomendados a US$ 1.186 cada. Todas as pistolas foram produzidas na Alemanha, e a primeira foi entregue ao SOCOM em 1.º de maio de 1996.
Embora a Mark 23 tenha funcionado admiravelmente, vários fatores foram contrários ao seu uso. A introdução da HK USP — menor e mais leve —, as pressões políticas e a escassez de munição +P contribuíram contra o uso da pistola. À medida que a Guerra ao Terror prosseguia, os operadores viram a eficácia do cartucho .45 ACP em combate e renovaram o uso da Mark 23, além de outras pistolas com câmara para o cartucho.

## Adoção
A MK 23 MOD 0 foi construída como uma pistola "ofensiva" para as forças de operações especiais dos EUA sob o USSOCOM, por uma solicitação feita em 1989. As versões militares da arma têm a inscrição "MK23 USSOCOM" gravada no ferrolho. Os primeiros modelos de produção da MK 23 foram entregues ao SOCOM em 1.º de maio de 1996.
A HK vende comercialmente a MK 23 e suas derivações, mas não o sistema do SOCOM completo. O silenciador é fabricado pela Knight's Armament Company e foi selecionado em detrimento de anterior, que era fabricado pela HK. A Insight Technology ganhou o contrato para produzir o módulo de mira laser (LAM), posteriormente designado como AN/PEQ-6. Uma versão do LAM produz um ponto de luz visível, enquanto outra produz um ponto de infravermelho que só pode ser visto através de óculos de visão noturna. Desde então, existem diferentes modelos de LAM e, pelo menos comercialmente, diferentes silenciadores. Alguns usuários relataram que os efeitos cumulativos do recuo ocasionalmente podem fazer com que partes do silenciador se desparafusem um pouco, mas é relativamente fácil improvisar soluções para o problema.

### Mark 23 civil
A Heckler & Koch ofereceu a MK 23 nos mercados civil e policial com a designação MARK 23. É distribuída por suas subsidiárias HK Inc. (Estados Unidos) e HKJS GmbH (Alemanha).
Os modelos para o mercado dos EUA inicialmente vinham com um carregador de 10 cartuchos para cumprir com a Proibição de Armas de Assalto. A proibição agora expirou, e a Mark 23 civil vem com o mesmo carregador de 12 cartuchos que as variantes do governo, exceto em alguns estados que impõem suas próprias proibições de carregadores com mais de 10 cartuchos. No Canadá, a pistola Mark 23 ainda é fornecida apenas com carregadores de 10 cartuchos, conforme a Lei de Armas de Fogo de 1995.
De acordo com o manual do operador, existem poucas diferenças entre a Mark 23 civil e a do governo; essas diferenças são as inscrições no ferrolho ("Mark 23" em vez de "MK23 USSOCOM") e um cano em conformidade com as especificações da SAAMI.

## Alternativas
Apesar de seus pontos positivos, o grande tamanho e peso da MK 23 resultaram em algumas críticas. A pistola foi projetada para fins ofensivos e não defensivos, o tamanho e o peso são incorporados intencionalmente para ajudar a absorver as forças de recuo e reter maior precisão; mas isso também diminui sua facilidade de uso, conforto e velocidade de saque em situações defensivas que exigem uma pistola mais compacta e convencional.
Em resposta, a HK desenvolveu a pistola USP Tactical com base na USP original; a USP Tactical e a MK 23 parecem semelhantes, mesmo sendo pistolas diferentes por design e finalidade, e a Tactical mantém grande parte do desempenho da MK 23 sem o tamanho volumoso. Uma pistola ainda mais compacta do que a USP Tactical para uso por forças especiais e contra-terroristas é a HK USP Compact Tactical, que possui seu próprio LAM opcional. A USP-CT é mais leve e capaz de admitir um silenciador, tornando-a a melhor opção para forças especiais em operações secretas. A HK também produz a HK 45, uma pistola com muito mais contornos, baseada nos modelos P2000, P8 e P30.

## Utilizadores
- Canadá: usada pela Polícia Regional de Peel.
- Indonésia: usada pelo grupo de mergulhadores táticos Komando Pasukan Katak (Kopaska) e pelo grupo de forças especiais Komando Pasukan Khusus (Kopassus).[22]
- Malásia: a MK 23 MOD 0 foi adotada pela unidade de contra-terrorismo Pasukan Gerakan Khas, da Polícia Real da Malásia.[23]
- Polónia: usada pelo GROM.[24]
- Singapura: usada pelas forças especiais e Grupo de Guerra Especial da Marinha da Singapura.
- Estados Unidos: adotada pelo USSOCOM. As entregas começaram em 1996.[1]